# Mario Milano (militare)
Mario Milano (Termoli, 17 luglio 1907 – Mar Mediterraneo, 9 novembre 1941) è stato un militare e marinaio italiano, insignito della medaglia d'oro al valor militare alla memoria nel corso della seconda guerra mondiale.

## Biografia

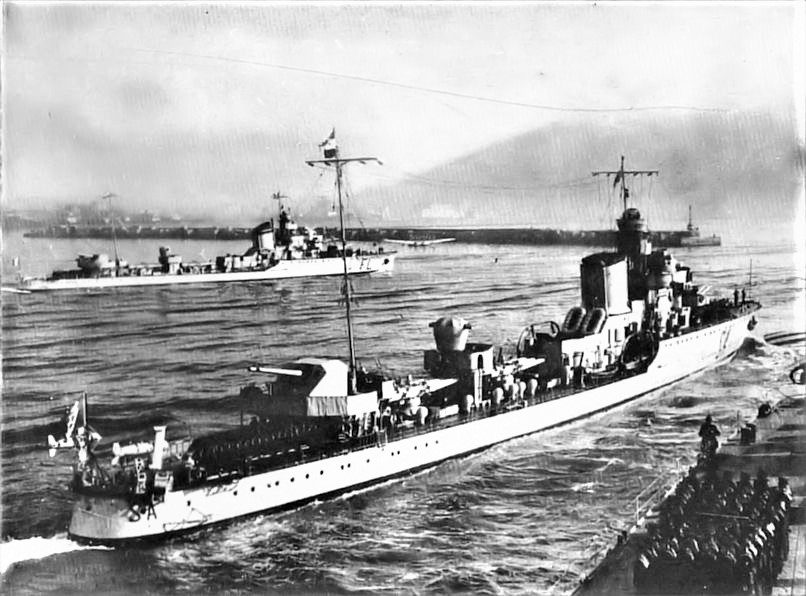
Il Fulmine (a sinistra) ed il cacciatorpediniere Saetta

Nacque a Termoli (Campobasso) il 17 luglio 1907, figlio di Carlo, magistrato e pretore nella città, e di Clelia Di Iorio. Il 18 ottobre 1923 iniziò a frequentare i corsi per allievo ufficiale presso la Regia Accademia Navale di Livorno, da cui uscì nel giugno 1928 con la nomina a guardiamarina. Poco dopo si imbarcò sull'incrociatore leggero Bari, e dopo la promozione a sottotenente di vascello nel 1929, prestò servizio sui cacciatorpediniere Calatafimi e Monzambano e sulla nave reale Savoia. Dal novembre 1930 al luglio del 1931 frequento il corso superiore presso l'Accademia Navale.
Promosso tenente di vascello nel 1933, imbarcato sull'incrociatore pesante Trento frequentò l’Istituto Superiore di Guerra a Torino dal settembre 1936 al luglio 1938 e successivamente prestò servizio sulle torpediniere Pleiadi, Vincenzo Giordano Orsini.
Promosso capitano di corvetta nel 1940, all'atto dell'entrata in guerra del Regno d'Italia, avvenuta il 10 giugno dello stesso anno, si imbarcò sul cacciatorpediniere Granatiere, con il quale eseguì numerose missioni di scorta ai convogli, partecipando alle battaglie di Punta Stilo, Capo Teulada e Capo Matapan. Il 5 ottobre 1941 assunse il comando del cacciatorpediniere Fulmine con il quale il 9 novembre 1941 scortò il convoglio "Duisburg" diretto a Tripoli, in Libia. Durante la navigazione il Fulmine venne improvvisamente attaccato da una forte formazione navale inglese, e lui non esitò a impegnare combattimento. Ferito sin dall'inizio dell'azione, proseguì nella lotta e quando ormai l'unità al suo comando iniziò ad affondare, si prodigò per porre in salvo l'equipaggio, seguendo poi il destino della sua nave. 
Il capitano Milano fu insignito di medaglia d'oro al valor militare alla memoria. La Regia Marina volle subito onorarne il nome, assegnandolo ad un cacciatorpediniere della Classe Comandanti Medaglie d'Oro che non fu mai completato a causa della vicende armistiziali dell'8 settembre 1943.